# 慧光寺 (京都市)
慧光寺（えこうじ）は、京都市上京区浄福寺通にある日蓮宗の寺院。山号は智照山。旧本山は大本山本圀寺（六条門流）、親師法縁。大イチョウで知られる弘通所。

## 歴史
天文年間（1532年-1555年）、野本式部少輔輝久（13代足利義輝の家臣、法名慧光）の正室伊佐（妙法尼）が三好長慶の家臣に暗殺された夫の菩提を弔うため邸を寺に改めた。その後天正年間（1573年-1593年）現在地に移転した。現在の本堂は享保15年（1730年）の焼失後再建されたもの。

## 参考資料
- 日蓮宗寺院大鑑編集委員会『宗祖第七百遠忌記念出版 日蓮宗寺院大鑑』大本山池上本門寺 (1981年)
- 拾遺都名所図会

## 周辺
- 浄福寺（惠照山淨福寺）